# Diospyros nhatrangensis
Diospyros nhatrangensis är en tvåhjärtbladig växtart som beskrevs av Paul Lecomte. Diospyros nhatrangensis ingår i släktet Diospyros och familjen Ebenaceae. Inga underarter finns listade i Catalogue of Life.